# Theodore Kuwana
Theodore Kuwana (* 3. August 1931 in Idaho Falls; † 1. Januar 2022 in Seattle, auch Ted Kuwana) war ein US-amerikanischer Chemiker und Hochschullehrer.

## Leben und Werk
Theodore Kuwana wuchs als jüngstes Kind in einer Familie japanischer Immigranten in den USA auf. Er studierte Chemie zunächst mit einem berufsbegleitenden Studienprogramm am Antioch College in Ohio mit Bachelor 1954. Er wechselte dann zur Cornell University und anschließend an die University of Kansas, wo er 1959 bei Ralph N. Adams über die elektrochemischen Eigenschaften von Kohlenstoffpasten-Elektroden promoviert wurde.
Er absolvierte ein Post-Doc-Studium am California Institute of Technology und kam 1960 als Visiting Professor an die University of California in Riverside. Er lehrte dann zunächst an der Ohio State University und zuletzt von 1985 bis 2002 als Regents Distinguished Professor für Pharmazeutische Chemie und Chemie an der University of Kansas.
Kuwana begründete 1964 das neue Forschungsfeld der Spektroelektrochemie, indem er Methoden der Elektrochemie mit denen der Spektroskopie verband.
Kuwana verfasste u. a. mehr als 200 Publikationen in wissenschaftlichen Zeitschriften und ein dreibändiges Werk über physikalische Methoden in der modernen chemischen Analytik.

## Ehrungen
- 1989: C.N. Reilly Award der Society of Electroanalytical Chemists
- 1991: Ehrenmitgliedschaft und Medaille der Japan Society for Analytical Chemistry (1991)
- 1995: Award in Electrochemistry der American Chemical Society, Division of Analytical Chemistry
- 2002: EPSCoR Foundation Lifetime Achievement Award
- 2004: J. Calvin Giddings Award for Excellence in Education der American Chemical Society Division of Analytical Chemistry's